# Christian Motorcyclists Association

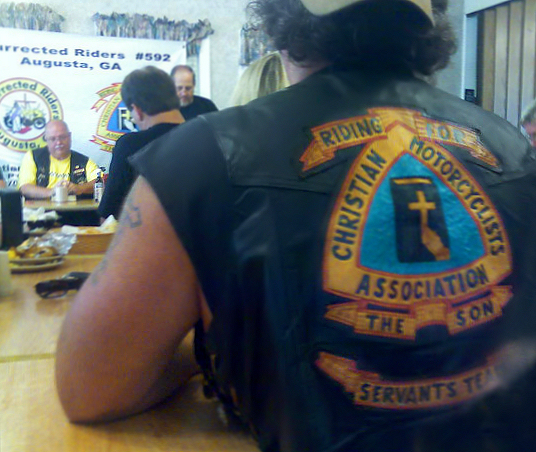
CMA-Colour bei einem Treffen der CMA in Augusta, Georgia

Die Christian Motorcyclists Association (CMA) ist eine Vereinigung christlicher Motorradfahrer innerhalb der Rockerszene. Es handelt sich dabei um mehrere Motorcycle Clubs, beziehungsweise Chapter, die über die ganze Welt verteilt sind. Derzeit umfasst die Organisation mehr als 150.000 Mitglieder in 1.140 Chaptern in 31 Ländern der Welt.

## Geschichte
Die CMA wurde 1975 von Herb Shreve und seinem Sohn Herbie in Arkansas, Vereinigte Staaten, gegründet. Shreve war ein ehemaliger Baptistenpastor, Ziel war eine Verbreitung des Evangeliums in der Biker-Szene. Der Verein war von Anfang an ehrenamtlich tätig und organisierte gemeinsame Ausfahrten und wohltätige Spendensammlungen. Die Organisation breitete sich schnell aus. Größere Treffen in den Vereinigten Staaten zogen bis zu 1200 Mitglieder an. 2007 hatte die CMA alleine in Nordamerika 335 Chapter. Herb Shreve verstarb am 22. Oktober 2011.

## Organisation
Der Verein funktioniert prinzipiell wie ein Motorcycle Club und verfügt über eine Kutte mit einteiligem Colour. Dieses besteht aus einem Dreieck (für die Dreifaltigkeit), auf dem der Clubname steht. In diesem ist eine Bibel dargestellt, auf der eine Hand zum Schwur abgelegt ist. Über und unter dem Dreieck steht der Slogan „Riding for the Son“ (frei übersetzt: „Motorradfahren für Gottes Sohn“). Die gleichnamige Clubhymne wurde von Jerry Williams geschrieben. Wie bei anderen MCs wird von Anwärtern eine „Kennenlernzeit“ erwartet. Wichtigste Bedingung für eine Aufnahme ist das Bekenntnis zu Jesus Christus.
Zu den Aktionen gehören Stände auf Veranstaltungen der Rockerszene, eigene Motorradgottesdienste, gemeinsame Ausfahrten und Gebete. Die Organisation engagiert sich außerdem in der Seelsorge und besucht befreundete MCs. Die größte Rally der Vereinigten Staaten findet einmal im Jahr am ersten Samstag im Mai statt. Die Fahrtstrecke beträgt 60 bis 100 Meilen. 2012 wurden auf dieser Rally 3,2 Millionen US-Dollar gesammelt, die wohltätigen Zwecken gespendet wurden.